# Климатино (Угличский район)
Климатино — село в Угличском районе Ярославской области России. 
В рамках организации местного самоуправления входит в Головинское сельское поселение, в рамках административно-территориального устройства — является центром Климатинского сельского округа.

## География
Расположено в 22 километрах к западу (по прямой) от центра города Углича.

## История
Каменная церковь Успения Божией Матери с колокольней построена в 1800 году на средства прихожан. Престолов в ней было четыре: Успения Божьей Матери на правой стороне и другой на левой стороне — во имя св. и чуд. Николая, другие два престола в теплых приделах: на правой стороне — Покрова Божией Матери и на левой — во имя прор. Илии. 
В конце XIX — начале XX века село являлось центром Климатинской волости Мышкинского уезда Ярославской губернии.
С 1929 года село являлось центром Климатинского сельсовета Угличского района, с 2005 года — в составе Головинского сельского поселения.

## Население
| 1859 | 2002 | 2007 | 2010 |
| ---- | ---- | ---- | ---- |
| 187  | ↘166 | ↘148 | ↘125 |

Согласно результатам переписи 2002 года, в национальной структуре населения русские составляли 96 % от всех жителей.

## Инфраструктура
В селе имеются Климатинская средняя общеобразовательная школа, детский сад, дом культуры, фельдшерско-акушерский пункт, отделение почтовой связи.

## Достопримечательности
В селе расположена действующая Церковь Успения Пресвятой Богородицы (1800).